# 赤尾公
赤尾 公（あかお あきら、1988年2月15日 - ）は、鹿児島県鹿児島市出身の元サッカー選手、サッカー指導者。現役時代のポジションはミッドフィールダー。ディフェンダー。

## 来歴
鹿児島実業高校時代には2度の全国高等学校サッカー選手権大会に出場。2年時の第83回大会には優勝を経験。キャプテンを務めた3年時の第84回大会には決勝に進出したものの、乾貴士・青木孝太・楠神順平を擁する滋賀県立野洲高校に延長戦の末に敗れ準優勝に終わる。
高校卒業後は鹿屋体育大学に進学。4年時にはキャプテンを務めるなどチームの中心選手として活躍。
大学卒業後の2010年から、ガイナーレ鳥取に入団。前期16節の金沢戦で交代出場によりJFL初出場を果たすと、その1分後に初ゴールを決めチームの勝利に貢献した。同年シーズン終了後に現役を引退し、クラブスタッフとして鳥取に留まることとなった。
鳥取のスクールコーチで、子供たちに「赤コーチ」と慕われていた。2011年よりアマチュア選手としてSC鳥取ドリームスに所属し、中国サッカーリーグ昇格に貢献。
2012年より九州リーグ・ヴォルカ鹿児島で現役復帰。2014年からはFC KAGOSHIMAとの合併で誕生した鹿児島ユナイテッドFCの選手としてプレー。初年度の2014年はボランチながら8得点の結果を出しチーム得点王となる活躍でチームのJ3入会に貢献した。2019年もJ2昇格を果たしたチームの一員としてプレーしたが、同年限りで現役を引退した。
2020年2月1日より鹿児島のクラブスタッフ（スカウト担当）に就任した。

## 所属クラブ
- 鹿児島市立桜島中学校
- 鹿児島実業高等学校
- 鹿屋体育大学
- 2010年 ガイナーレ鳥取
- 2011年 SC鳥取ドリームス
- 2012年 - 2013年 ヴォルカ鹿児島
- 2014年 - 2019年 鹿児島ユナイテッドFC

## 個人成績
| 国内大会個人成績 | 国内大会個人成績 | 国内大会個人成績 | 国内大会個人成績 | 国内大会個人成績                             | 国内大会個人成績 | 国内大会個人成績 | 国内大会個人成績 | 国内大会個人成績 | 国内大会個人成績 | 国内大会個人成績 | 国内大会個人成績 |
| 年度             | クラブ           | 背番号           | リーグ           | リーグ戦                                     | リーグ戦         | リーグ杯         | リーグ杯         | オープン杯       | オープン杯       | 期間通算         | 期間通算         |
| 年度             | クラブ           | 背番号           | リーグ           | 出場                                         | 得点             | 出場             | 得点             | 出場             | 得点             | 出場             | 得点             |
| 日本             | 日本             | 日本             | 日本             | リーグ戦                                     | リーグ戦         | リーグ杯         | リーグ杯         | 天皇杯           | 天皇杯           | 期間通算         | 期間通算         |
| ---------------- | ---------------- | ---------------- | ---------------- | -------------------------------------------- | ---------------- | ---------------- | ---------------- | ---------------- | ---------------- | ---------------- | ---------------- |
| 2006             | 鹿屋体大         | 8                | -                | -                                            | -                | -                | -                | 2                | 0                | 2                | 0                |
| 2007             | 鹿屋体大         | 8                | -                | -                                            | -                | -                | -                | 3                | 0                | 3                | 0                |
| 2009             | 鹿屋体大         | 10               | -                | -                                            | -                | -                | -                | 3                | 0                | 3                | 0                |
| 2010             | 鳥取             | 18               | JFL              | 2                                            | 1                | -                | -                | 0                | 0                | 2                | 1                |
| 2011             | 鳥取D            | 88               | 鳥取1部          |                                              |                  | -                | -                | -                | -                |                  |                  |
| 2012             | V鹿児島          | 18               | 九州             | 15                                           |                  | -                | -                | 2                | 1                | 17               |                  |
| 2013             | V鹿児島          | 18               | 九州             | 17                                           | 8                | -                | -                | 0                | 0                | 17               | 8                |
| 2014             | 鹿児島           | 6                | JFL              | 25                                           | 8                | -                | -                | 2                | 0                | 27               | 8                |
| 2015             | 鹿児島           | 7                | JFL              | 24                                           | 1                | -                | -                | 1                | 0                | 25               | 1                |
| 2016             | 鹿児島           | 7                | J3               | 26                                           | 3                | -                | -                | 1                | 0                | 27               | 3                |
| 2017             | 鹿児島           | 7                | J3               | 31                                           | 0                | -                | -                | 1                | 0                | 4                | 0                |
| 2018             | 鹿児島           | 7                | J3               | 10                                           | 0                | -                | -                | 2                | 0                | 12               | 0                |
| 2019             | 鹿児島           | 7                | J2               | 19                                           | 1                | -                | -                | 0                | 0                | 19               | 1                |
| 通算             | 日本             | 日本             | J2               | 19                                           | 1                | -                | -                | 0                | 0                | 19               | 1                |
| 通算             | 日本             | 日本             | J3               | 67                                           | 3                | -                | -                | 4                | 0                | 43               | 3                |
| 通算             | 日本             | 日本             | JFL              | 51                                           | 10               | -                | -                | 3                | 0                | 54               | 10               |
| 通算             | 日本             | 日本             | 九州             | 32\|\|\|\|colspan="2"\|-\|\|2\|\|1\|\|34\|\| |                  |                  |                  |                  |                  |                  |                  |
| 通算             | 日本             | 日本             | 鳥取1部          | \|\|\|\|colspan="2"\|-\|\|0\|\|0\|\|\|\|     |                  |                  |                  |                  |                  |                  |                  |
| 通算             | 日本             | 日本             | 他               | -                                            | -                | -                | -                | 8                | 0                | 8                | 0                |
| 総通算           | 総通算           | 総通算           | 総通算           | \|\|\|\|0\|\|0\|\|15\|\|1\|\|\|\|            |                  |                  |                  |                  |                  |                  |                  |

- JFL初出場・初得点 - 2010年6月19日 - 前期16節・ツエーゲン金沢戦（とりぎんバードスタジアム）
- Jリーグ初出場 - 2016年3月13日 J3第1節・カターレ富山戦（鹿児島県立鴨池陸上競技場）
- Jリーグ初得点 - 2016年5月29日 J3第11節・ガンバ大阪U-23戦（鹿児島県立鴨池陸上競技場）

## 代表歴
- 2005年 U-18日本代表候補
- 2009年 九州大学選抜

## 指導歴
- 2020年 - 鹿児島ユナイテッドFC
  - 2020年 - 2021年 スカウト担当
  - 2022年 サブダイレクター兼アカデミースカウト
  - 2023年 強化部 強化担当
  - 2024年 - フットボール本部 強化部 部長

## タイトル

### クラブ
鹿児島実業高校
- 全国高等学校サッカー選手権大会（2005年）

ガイナーレ鳥取
- 日本フットボールリーグ（2010年）

### 個人
- 全国高等学校サッカー選手権大会・優秀選手（2006年）
- 日本フットボールリーグ・ベストイレブン（2014年）